# Antachara
Antachara là một chi bướm đêm thuộc họ Noctuidae.

## Các loài
- Antachara denterna (Guenée, 1852)
- Antachara diminuta (Guenée, 1852)
- Antachara mexicana (Hampson, 1909)